# Begonia nana
Begonia nana là một loài thực vật có hoa trong họ Thu hải đường. Loài này được L'Hér. mô tả khoa học đầu tiên năm 1788.